# Architecture le long de la ligne 92 du tramway de Bruxelles
Cette page reprend une partie des bâtiments remarquables se trouvant sur le trajet de la ligne 92 du tramway de Bruxelles.

## Historique et développement du tracé
Le tracé actuel[évasif] de cette ligne correspond à un tronçon de la toute première ligne de tramways exploitée à Bruxelles, inaugurée en 1869, reliant le Bois de la Cambre à la Porte de Namur en passant par l’Avenue Louise et prolongée en 1870 d’abord jusqu’à la Porte de Schaerbeek puis jusqu’à l’église royale Sainte-Marie. En 1873, la ligne est prolongée jusqu’au parvis de l’ancienne église Saint-Servais pour s’achever, en 1874 dans le dépôt de trams de la Chaussée de Haecht. Cette ligne reliait ainsi, en 1874, le dépôt de trams du Bois de la Cambre et celui de Schaerbeek. Une autre ligne de tramways historique, inaugurée dans les mêmes années que la première, reliait la Place Stéphanie au Globe, à Uccle, en passant par Ma Campagne, ce qui correspond à la suite de la ligne actuellement empruntée par le tram 92. En 1902, la ligne reliant le Bois à l’église Royale Sainte Marie est prolongée jusqu’à la Gare de Schaerbeek, terminus actuel. Elle suit alors la Chaussée de Haecht jusqu’à contourner la Maison Communale par la rue Goossens et la rue des Ailes pour ensuite emprunter la Rue Royale Sainte Marie débouchant sur la Place Verboeckhoven, et arrive enfin sur l’avenue Princesse Élisabeth débouchant sur la Gare de Schaerbeek. Ces premières lignes reliaient donc la ville de Bruxelles à ses faubourgs encore très peu urbanisés. En effet, l’Avenue Louise n’était pas encore du tout bâtie et on ne comptait à Schaerbeek que quelques habitations rurales. N’ayant donc pas l’objectif premier de répondre à la nécessité d’une population, le premier tramway provoqua beaucoup d’engouement chez la classe moyenne, pouvant dès lors accéder aisément aux promenades du Bois de la Cambre et aux quartiers florissants. La ligne Stéphanie - Uccle apparut à sa suite, dans l’intention d’une spéculation foncière sur les prometteuses Chaussée de Charleroi et Avenue Brugmann,,.

## Architecture autour de la ligne 92 (Scharbeek Gare - Fort Jaco)

### Gare de Schaerbeek
- 1887 - 1919[5]

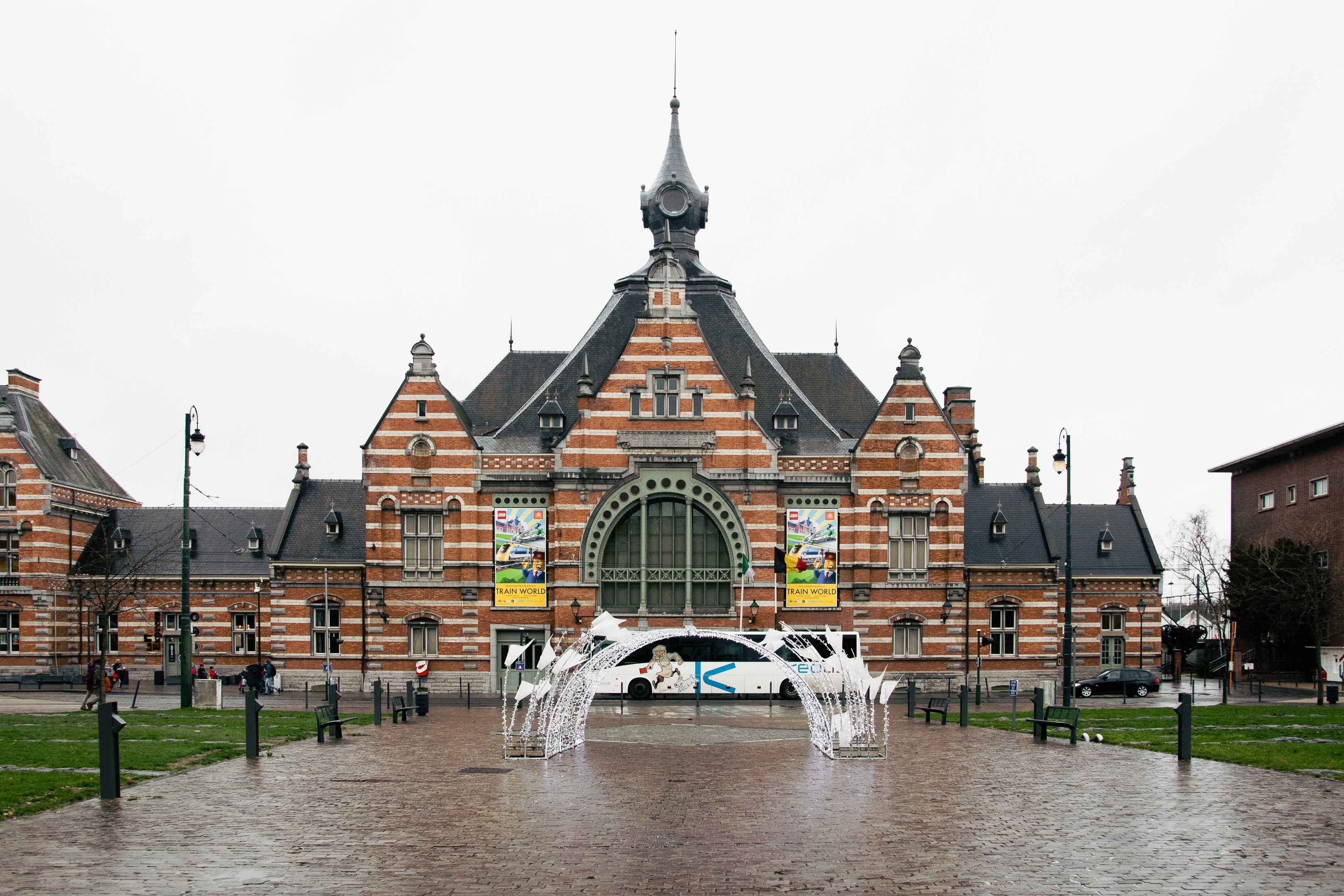
Gare de Schaerbeek

- Place Princesse Elisabeth 6,Schaerbeek
- Public
- Gare

En 1864, un modeste baraquement faisant office de halte dans le hameau Helmet est installé et ne portera le nom de « gare » qu’un an plus tard. En 1871, la ville prend la décision de décongestionner les gares du Nord et de l’Allée Verte en construisant une nouvelle gare à Schaerbeek, à proximité directe du port. En 1880, une place est d’abord aménagée devant l’arrêt de train, dans le prolongement de la rue Royale Sainte-Marie : la place Nationale, aujourd’hui place Princesse Élisabeth. C’est en 1887, avec l’engouement du nouveau projet de la Maison Communale de Schaerbeek, que l’édifice monumental de la gare est finalement réalisé par l’architecte F.J. Steunen.
En 1913, avec l’accroissement de fréquentation de la gare et du transport des marchandises, un plan d’agrandissement important, par le même architecte, est réalisé et sera construit après la Première Guerre mondiale en 1919. C’est cette seconde phase qui donnera au bâtiment son apparence actuelle, en faisant une œuvre considérable de l’architecture éclectique belge. Les deux parties du bâtiment ont été fortement influencées par le style Néo-Renaissance flamande et possèdent une continuité de composition dans la façade de briques polychromes. Celles-ci diffèrent cependant de par la vingtaine d’années qui ont séparé leur réalisation. La partie de gauche, de 1887 relève de traits plus historicistes tandis que la partie de droite de 1919 possède davantage de caractéristiques Art nouveau. Le bâtiment d’origine possède un corps central asymétrique de deux niveaux dont la travée centrale sert d’entrée principale avec une porte surmontée d’une baie avec arc en plein cintre bordée à gauche d’une tour carrée de style néo-baroque avec toiture en bulbe effilé et à droite d’une travée à pignon. Le bâtiment de 1919, plus imposant que le premier, est symétrique. Son corps central est recouvert d’une toiture en bulbe percée par 4 fenêtres de type œil-de-bœuf. A l’intérieur, la salle des pas perdus sur deux niveaux est percée d’une grande baie ceintrée baignant de lumière le volume dont la structure apparente dévoile notamment d’immenses équerres métalliques sur toute la profondeur du bâtiment.

### Hôtel communal de Schaerbeek

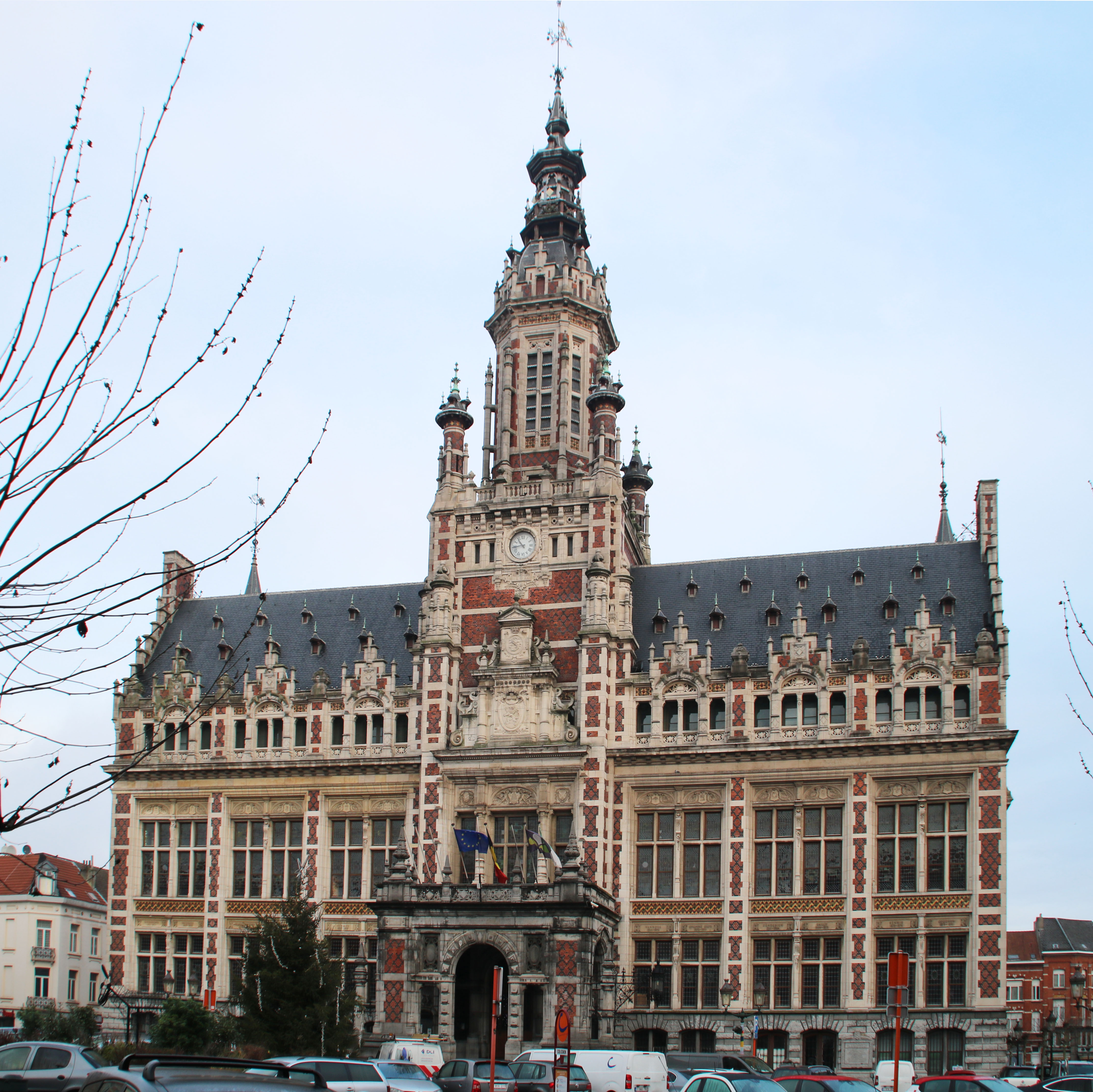
Hôtel communal de Schaerbeek

- 1884 - 1887 : Construction - 1911-1917 : Reconstruction[8]
- Place Colignon, Schaerbeek
- Bâtiment Public
- Maison communale

En 1881, un concours est lancé pour la construction du nouvel hôtel communal de Schaerbeek. Avec la croissance de la population et des services assurés par la commune, il est nécessaire de construire un bâtiment à la hauteur de sa prospérité. La commune se projette dans l’avenir et choisit de l’implanter sur un site encore très peu densément urbanisé dans l’objectif d’en faire le centre d’un nouveau quartier prestigieux : la place Colignon, située sur l’axe majeur de la Rue Royale Sainte-Marie sur laquelle le bâtiment s’imposera de manière monumentale. La Belgique, récemment indépendante, cherche à se distinguer à travers un style architectural qui lui est propre, ainsi, c’est l’architecte Jules-Jacques Van Ysendyck qui remporte le concours avec un projet de style Néo-Renaissance flamand. Le bâtiment constituera d’ailleurs l’une des réalisations les plus remarquables de ce style très en vogue dans la fin du XIXe siècle. Le bâtiment est inauguré en 1887 mais sera très vite détruit dans un incendie en 1911. C’est le fils de l’architecte, Maurice Van Ysendyck, qui se chargera de la reconstruction à partir des plans originaux tout en y apportant des modifications en l’adaptant aux nouveaux besoins et aux nouvelles techniques de construction, notamment avec l’utilisation du béton armé pour la structure. Il transforme le volume pour le refermer autour d’une cour intérieure mais conserve néanmoins l’aspect extérieur. On retrouve sur la façade principale un soubassement en pierre bleue à bossages et trois travées symétriques de part et d’autre d’une tour centrale, coiffées de lucarnes à pignons et délimitées par des pans de murs en brique rouges et noir vernissées créant un motif de treillis de losanges. Les allèges des fenêtres sont ornementées de motifs géométriques colorés et les tympans de décorations sur des thématiques de la commune. La toiture pentue en ardoises se développe sur deux niveaux avec des petites lucarnes. Les façades latérales et la façade arrière sont ornementées de façon similaire.

### Dépôt de trams de Schaerbeek
- 1874 -1906[12]
- Chaussée de Haecht 327,
- Rue Rubens 95,

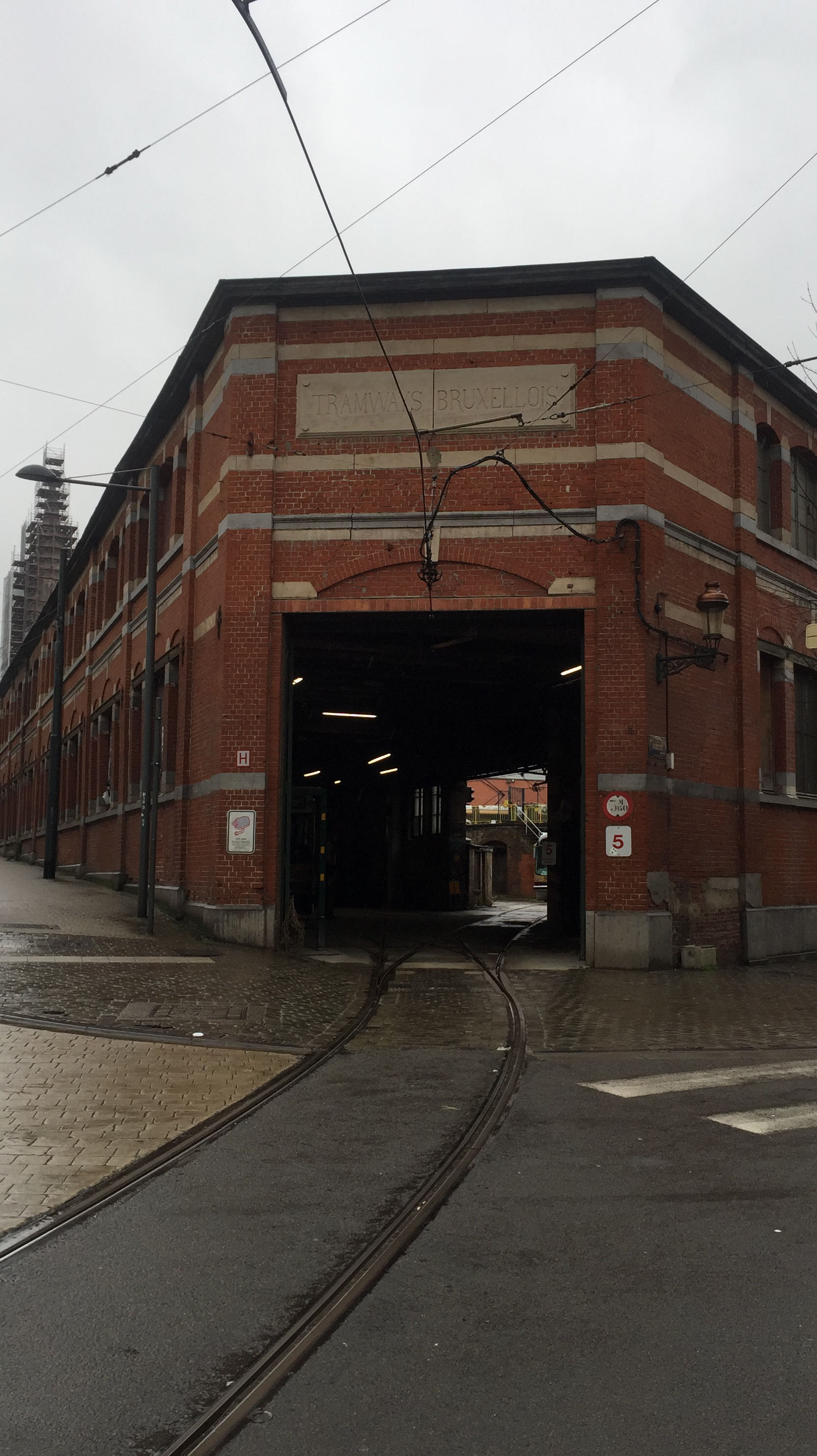
Dépôt de trams de Schaerbeek

- Rue royale Sainte-Marie 174a, Schaerbeek
- Privé
- Dépôt de tram, atelier d’entretien et écuries, forges, greniers à fourrage

Le tramway bruxellois est prolongé jusqu’au faubourg de Schaerbeek à partir de 1870. En 1874, un projet de dépôt de tram est lancé au terminus de Schaerbeek, sur une parcelle délimitée par la chaussée de Haecht, la rue Rubens et la rue Royale Sainte-Marie. Un ensemble de bâtiments sera édifié pour le compléter, jusqu’en 1900. La partie originale du projet de 1874 avait pour fonction d’héberger d’une part les tramways lorsqu’ils n’étaient pas en fonction et d’autre part les écuries provisoires de ceux-ci, les premiers trams étant hippomobiles. Il accueillaient également des fonctions de forges et de greniers à fourrage. En 1889, le bâtiment provisoire des écuries donnant sur la rue Rubens est remplacé par un nouvel édifice définitif ayant la même fonction dans le style néo-renaissance flamande, style en plein dans son âge d’or. Avec l’électrification des lignes de tram en 1894, le dépôt va être modifié à de nombreuses reprises. En 1896, un projet de dépôt des voitures électriques est ajouté en façade de la chaussée de Haecht. Il sera ensuite reconstruit en 1899 et agrémenté d’un étage en 1900. En 1906, un nouvel hangar est construit entre les volumes des écuries et du dépôt. L’ensemble sera transformé dans les années 2000, principalement la partie du dépôt qui gardera sa fonction et à laquelle des bureaux seront ajoutés. Le bâtiment des écuries existe toujours aujourd’hui, il constitue un témoin important de l’architecture industrielle de la région et a été réhabilité en marché couvert.

### Avenue Louis Bertrand
- 1905 - 1914[14]
- Schaerbeek
- Fonction privée
- Avenue résidentielle

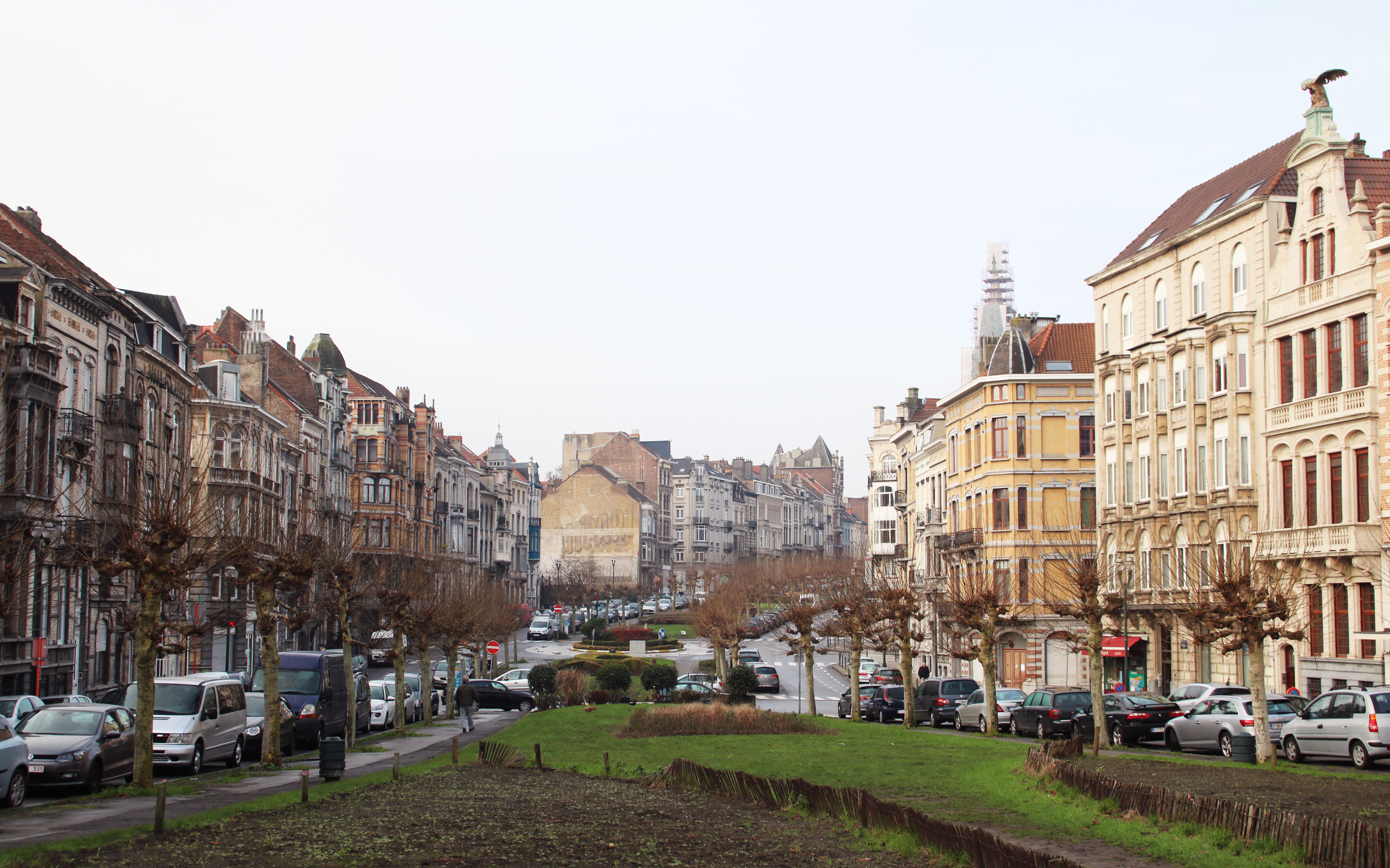
Avenue Louis Bertrand

La fin du XIXe siècle est marquée par l’installation d’une classe bourgeoise dans la commune de Schaerbeek, en pleine urbanisation depuis le milieu du siècle. En 1896, un projet pour l’assainissement du vieux quartier est lancé. L’échevin des Travaux Publics E. Van Den Putte présente alors un plan de transformation du quartier Teniers-Josaphat dont les travaux débuteront en 1905. Il y trace une artère principale, l’avenue Louis Bertrand, longue de 250 mètres et large de 40 mètres avec un terre-plein de 16 mètres bordé de rangées d’arbres s’achevant par une perspective s’élargissant vers un parc majestueux, le parc Josaphat. L’avenue se situe dans l’axe de la nouvelle église Saint-Servais dans l’objectif d’articuler un cheminement entre le vieux Schaerbeek et le nouveau boulevard de ceinture. En accord avec les ambitions de cette nouvelle avenue, la commune décide d’imposer des conditions strictes pour bâtir de manière à garantir un ensemble architectural de qualité. Elle lance, également dans cet objectif, un concours de façades de manière à stimuler l’embellissement de la rue auquel participeront des architectes tels que Gustave Strauven ou encore O. Lauwers. On y retrouve ainsi un mélange de styles éclectique, à l’image d’une classe bourgeoise individualiste cherchant à se distinguer par l’utilisation abondante de références historiques. Les deux premiers bâtiments de style néo-Renaissance en haut de l’avenue, fruits de ce concours et réalisés par l’architecte Lauwers, sont marqués par des façades concaves jouant sur l’articulation entre le parvis et l’avenue Louis Bertrand et canalisent ainsi la perspective sur cette dernière. L’ensemble des maisons, d’une grande diversité, trouve pourtant une cohésion dans le traitement des façades en termes de rythme, de relief, ou encore de définition des détails mais aussi dans l’organisation intérieure de leur plan, typique des maisons bourgeoises traditionnelles avec une division entre ses pièces en enfilade et sa circulation latérale.

### Église Saint-Servais
- 1866-1876[17]
- Chaussée de Haecht, Schaerbeek
- Public
- Édifice religieux

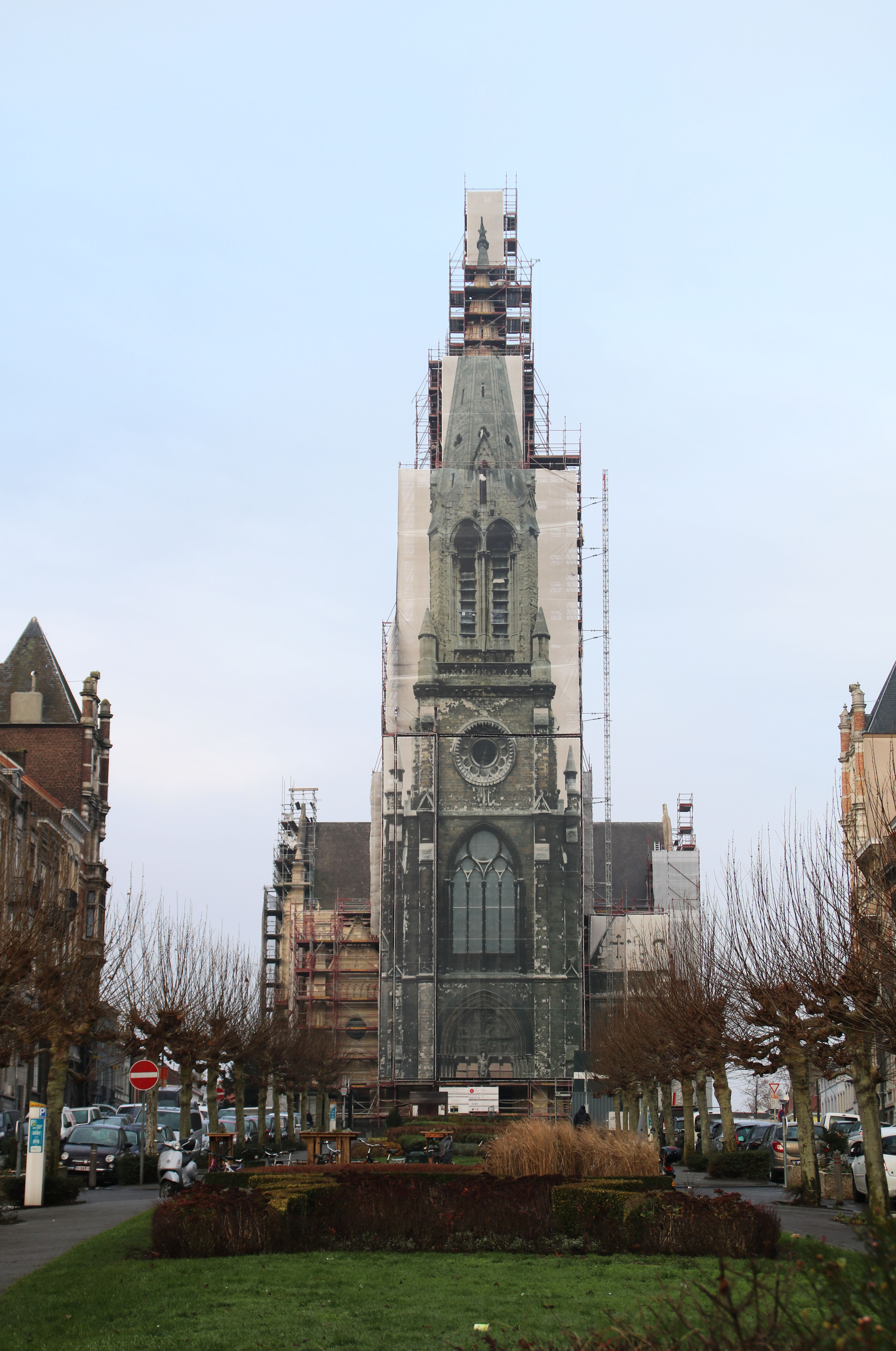
Église Saint-Servais.

L’église Saint-Servais a été réalisée entre 1866 et 1876. Avant cela, une autre église du même nom était située en contrebas, dans la rue Teniers, noyau du vieux Schaerbeek. Celle-ci, de style gothique, datait du XIIIe siècle. Elle fut agrandie en 1843 avec les besoins de la population croissante mais rapidement, elle fut considérée comme trop petite et la décision de la remplacer par une nouvelle fut prise en 1864. La construction de la nouvelle église Saint-Servais est confiée en 1866 à l’architecte Gustave Hansotte à qui l’on doit également l’achèvement de l’église royale Sainte-Marie et les Halles de Schaerbeek. Les travaux débutent en 1871, l’église s’implante alors plus en hauteur que l’ancienne, dans le tissu urbain existant, au centre de la place Lehon, raison pour laquelle son chœur n’est pas orienté vers l’est. La décision est prise d’orienter l’entrée de l’église vers la chaussée de Haecht et non vers la place Lehon, l’église pointant ainsi en direction de la vallée Josaphat. L’architecte y réalise un projet de style néo-gothique en croix latine: le bâtiment fait référence à l’architecture médiévale avec ses contreforts, arcs boutants à pinacles et façades percées de baies à arcs brisés mais utilise des techniques modernes pour les structures portantes et une charpente métallique pour la toiture. Sa face avant se compose d’un massif à clocher effilé sur 4 niveaux bordé de deux volumes secondaires, suivie d’un corps de 5 travées flanqué de collatéraux et de chapelles, d’un court transept à façade à pignons et d’un chœur à trois travées également avec collatéraux et chapelles. L’espace intérieur est vaste, lumineux et le mobilier suit le principe d’unité de style. Les deux églises cohabiteront pendant 28 ans jusqu’au percement de l’avenue Louis Bertrand dans l’ancien tissu urbain, en 1905, où elle fut détruite, marquant symboliquement la domination de l’urbain sur le rural,.

### Maison Autrique
- 1893-1895[20]

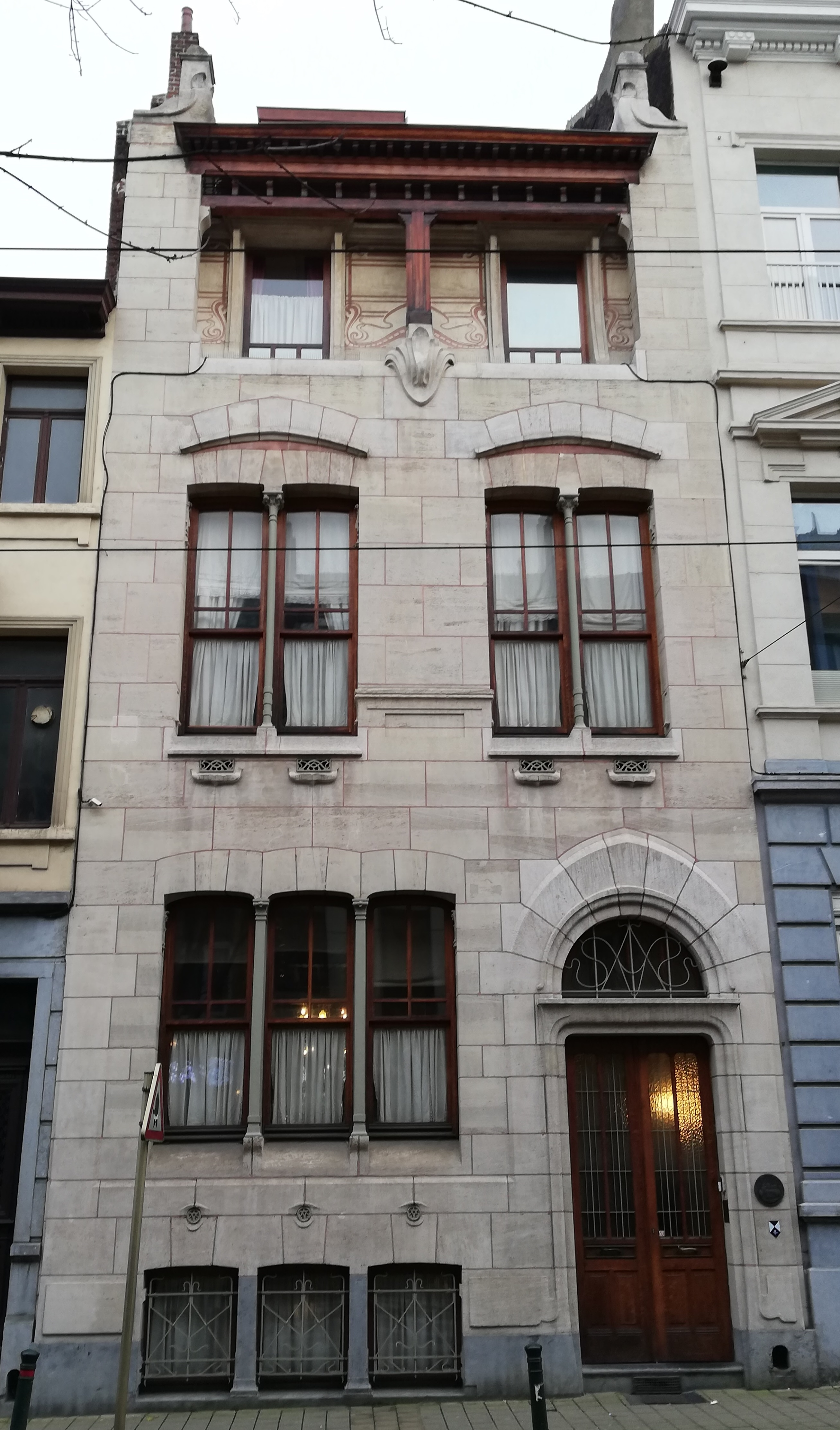
Maison Autrique

- Chaussée de Haecht, 266, Schaerbeek
- Privé
- Résidence

Cette maison bourgeoise située au n°266 de la chaussée de Haecht a été réalisée en 1893, dans le contexte de dynamisme de l’urbanisation de Schaerbeek dès la fin du XIXe siècle. Elle est l’oeuvre de l’architecte Victor Horta pour son ami ingénieur Eugène Autrique. Ce dernier, tout en restant dans la sobriété, fournit à Horta une grande liberté pour exprimer le langage architectural personnel qu’il cherchait à développer. Ainsi, cette maison, qui précède de quelques mois la construction de l’Hôtel Tassel, représente d’une certaine façon le début du cheminement de l’architecte dans le mouvement Art Nouveau. En effet, même si la maison semble à première vue ressembler aux typiques maisons bourgeoises bruxelloises, elle est en fait composée d’une série d’éléments tout à fait novateurs et si le bâtiment se distingue, c’est justement par l’originalité de ce mélange entre tradition et nouveauté. En effet, dans la Maison Autrique, Horta puise encore fortement dans des références du passé. On retrouve beaucoup d’éléments appartenant au registre de l’architecture néo-gothique, notamment l’affirmation de la structure, non plus dissimulée mais soulignée par l’ornementation ou encore l’utilisation de matériaux contemporains comme le fer, la fonte ou le verre. Dans sa façade en appareillage de pierres, l’encadrement de la porte en forme d’arc brisé souligne une fois de plus cette référence gothique. De nombreuses ouvertures y sont permises grâce à un système de piliers et colonnes. Au 2ème niveau, Horta présente un élément tout à fait inédit : il effectue un retrait de façade couronné par un linteau en bois pour soutenir la toiture, créant ainsi une loggia très peu profonde. A l’intérieur, on retrouve une cage d’escalier sublimée par un sol en mosaïques et une rampe de bois stylisée aux détails végétaux. À l’entresol, Horta dessine des vitraux aux motifs faisant à nouveau référence à la nature. Ainsi, même si ce bâtiment s’inscrit encore dans le style éclectique par l’emprunt de nombreuses formes du passé, il annonce le mouvement Art Nouveau par le bouleversement des règles de la maison bourgeoise traditionnelle et l’apparition d’un langage stylistique nouveau,.

### Place Royale
- 1775-1782[22]
- Place Royale, 1000 Bruxelles
- Public
- Place publique

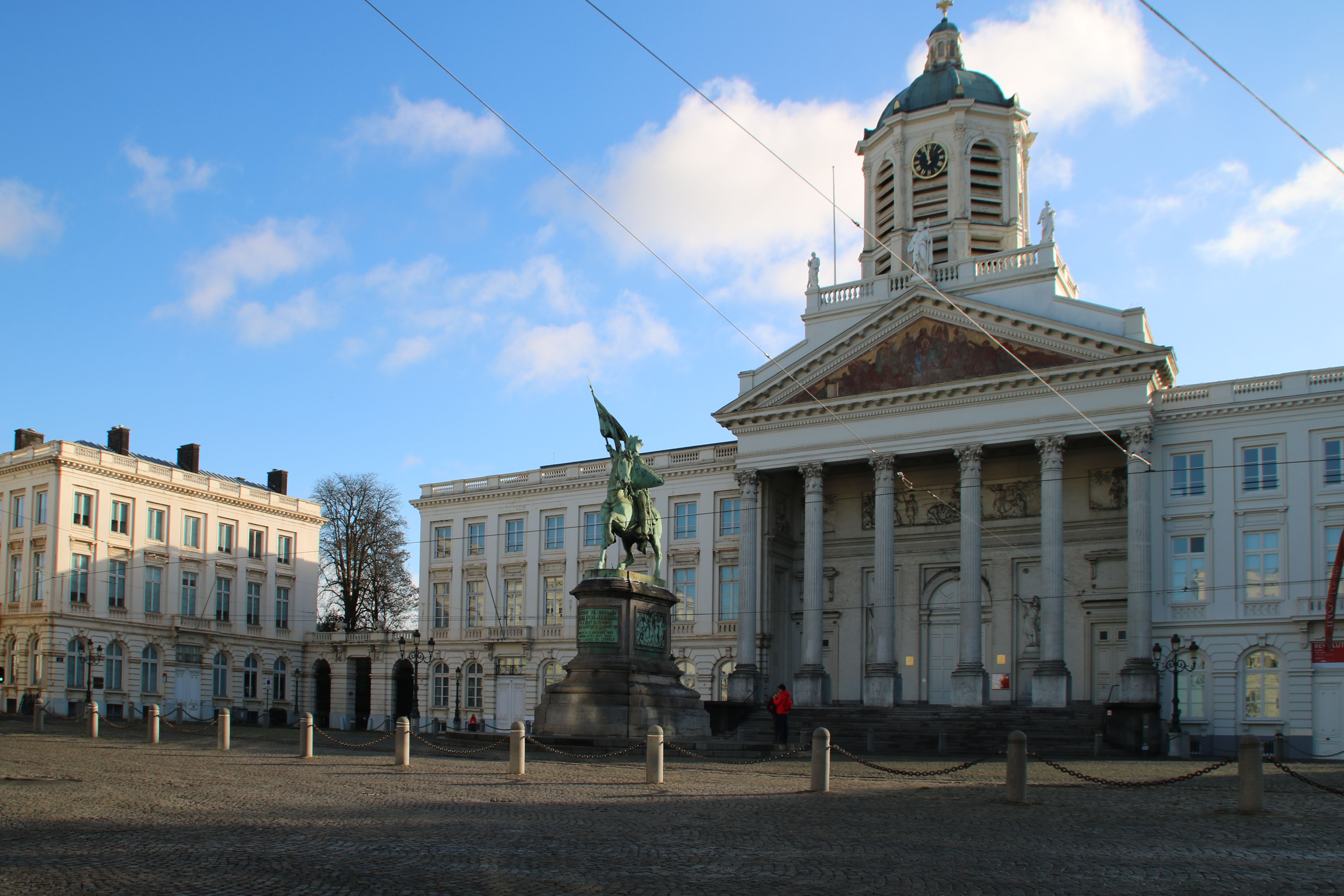
Place royale de Bruxelles

La place Royale, telle qu’on la connait aujourd’hui, fait partie intégrante d’un projet d’aménagement urbanistique de la ville de Bruxelles qui vu le jour en 1770. Le palais du Coudenberg, détruit lors d’un incendie en 1731, se situait là, la zone était déjà légèrement urbanisée à l’époque. La place Royale est d’ailleurs le cœur de l’urbanisation de la ville. Le projet se basa sur le modèle d’urbanisme du Siècle des Lumières qui a pour but de mettre en valeur les lieux dédiés à la vie publique tels que les places, les halles, les fontaines, les théâtres, etc. Ce projet va rompre totalement avec la tradition médiévale. Bruxelles était alors un amas de rues tortueuses.
C’est au XIXe siècle que commencèrent réellement les grands travaux d’aménagement. De grands axes larges et rectilignes sont créés pour favoriser les connexions entre différents quartiers de la ville et en particulier la liaison Palais de Justice-Place royale-Palais de Laeken. C’est la création du « tracé royal ». La place, un ensemble classique, est d’une grande cohésion architecturale. Fin du XIXe siècle le quartier est principalement occupé par de grandes familles patriciennes mais à la chute de l’Ancien Régime, les banques, compagnies d’assurance, grands magasins, cafés, hôtels s’installeront petit à petit. C’est l’ère du tourisme de luxe. De nombreuses personnalités, telles que Balzac et Dumas, séjourneront dans les divers hôtels de la place. La place était alors un lieu de fête, de célébration mais étant donné qu’elle se trouvait sur un des axes de circulation principaux elle perdit vite ce statut. En 1827, le premier tronçon de la rue de la Régence vu le jour et sera prolongé en 1873 pour offrir une perspective de la place royale vers le Palais de Justice. Après la chute de Napoléon, Guillaume Ier tente de revaloriser le patrimoine en y installant des institutions d’intérêt public. Petit à petit tous les bâtiments de la place se verront investir par des musées.

### Église Notre-Dame du Sablon
- XVe siècle[24]
- Rues des Sablons, 1000 Bruxelles
- Public
- Édifice religieux

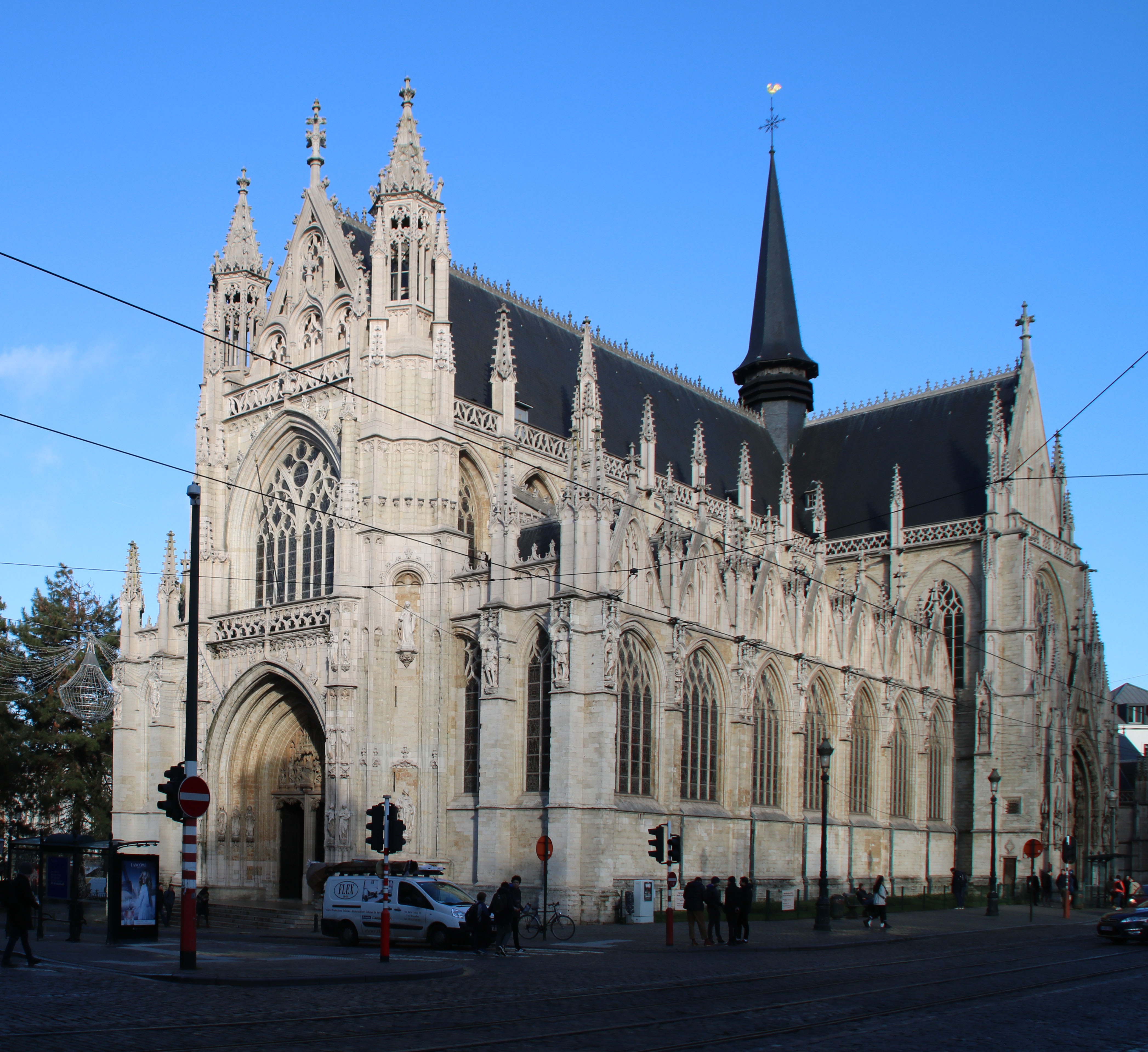
Église Notre-Dame du Sablon

Les premières traces d’un édifice religieux sur le site de l’actuelle église Notre-Dame du Sablon date de 1304, il s’agissait alors d’une chapelle en l’honneur de la Vierge. Mais petit à petit les alentours de cette chapelle vont se peupler au fur et à mesure que la ville prend de l’ampleur. Bruxelles se sent quelque peu à l’étroit au sein de son enceinte. Au XVIIIe siècle la chapelle, devenu alors église, est entièrement englobée par la ville et est entourée par des maisons de toutes parts.
Au XIXe siècle, la bourgeoise va s’installer dans le quartier du Sablon et plusieurs hôtels néo-classiques vont voir le jour.
En 1873, le deuxième tronçon du tracé royal, qui correspond à l’actuelle rue de la Régence, est dessiné dans la ville. Il y aura donc plusieurs destructions, comme celle de l’hôtel Tour et Taxis sur le site duquel sera construit le Conservatoire.
En 1948, des travaux pour dégager l’église et la remettre en valeur commencent. On[Qui ?] décide de l’intégrer à la perspective qui existait déjà et qui relie le Palais de Justice à la place Royale. Les travaux consisteront donc à la dégager du tissu urbain dans lequel elle était empêtrée et à restaurer ses décorations. Les multiples modifications qu’elle avait connues durant les siècles précédents sont conservées et on remarque aujourd’hui quelques incohérences architecturales. Par exemple, les fenêtres se trouvant au Sud ne sont pas les mêmes que celle se trouvant au Nord.
Durant la  fin du XIXe siècle et début XXe siècle, les architectes prônent la démarche historiciste et tout le quartier du Sablon est conçu selon un style médiéval comme l'atteste le parc du Petit Sablon. Toutes ces modifications ont effacé la plupart des traces authentiques de son passé.

### Palais de Justice
- 1866[26]
- Place Poelaert 1, 1000 Bruxelles
- Public
- Palais de Justice

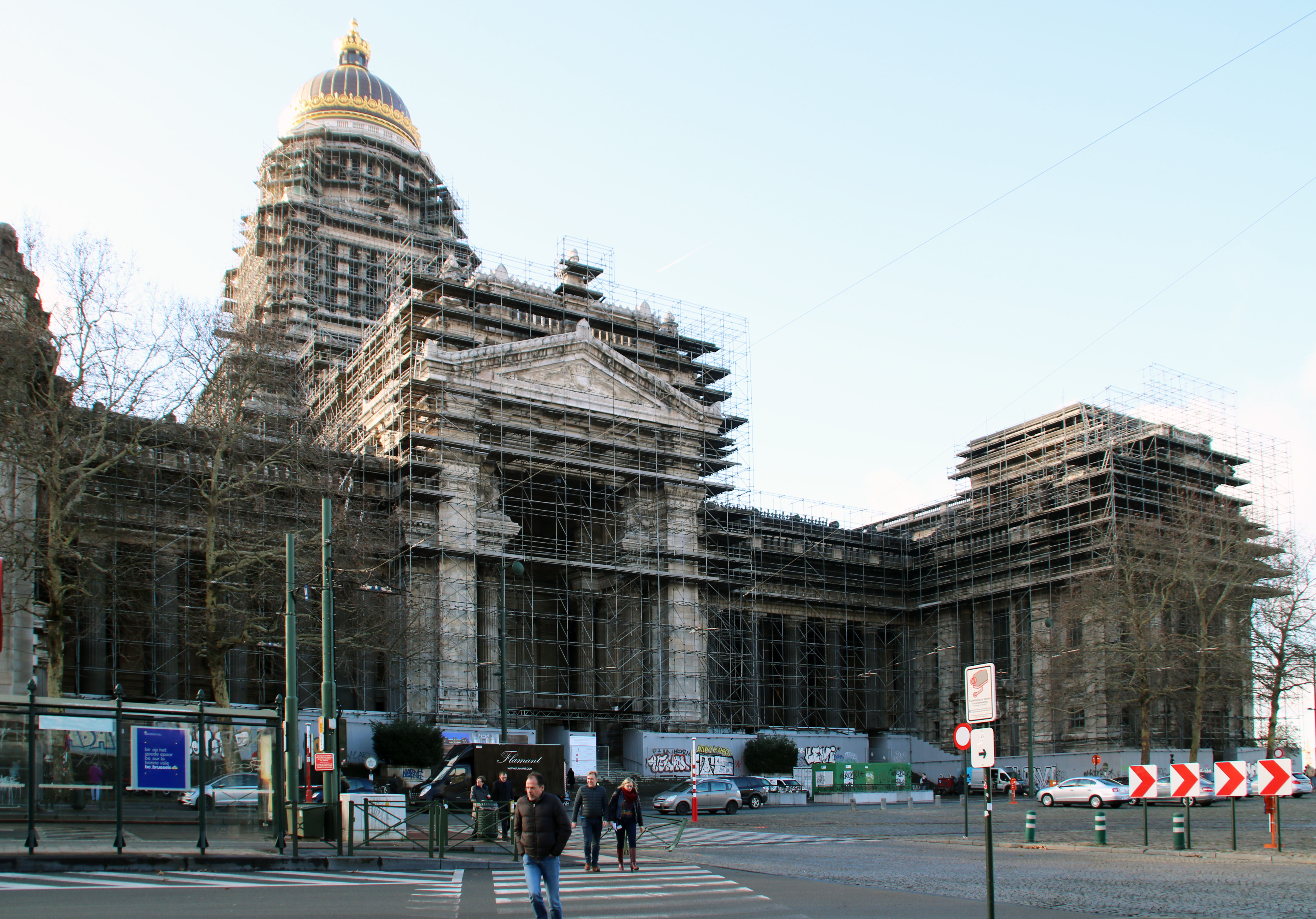
Palais de Justice de Bruxelles

Lors du XIXe siècle un élan esthétique renaît et en particulier pour le développement de la ville. Le tissu urbain est ponctué par des grands monuments et on travaille les perspectives comme des tableaux. La cité devient alors une œuvre d’art. C’est exactement ce qui va se passer à Bruxelles avec la conception du tracé royal. Le Palais de Justice sera construit dans le prolongement de la rue de la Régence au-delà de l’église du Sablon. Il viendrait ponctuer la  fin du tracé royal et créera l’articulation entre celui-ci et la balade qui se trouvait sur l’actuelle avenue Louise et qui mène jusqu’au bois de la Cambre.
Le palais de Justice sera considéré comme la « Nouvelle Acropole ». Il se situe sur les hauteurs de la ville et son esplanade offre un panorama sur toute la ville basse. Sa conception et sa construction ne furent pas aisées, il fallut d’abord décider de qui se chargerait d’élaborer les plans, en premier lieu un concours fut organisé mais le résultat ne fut pas concluant et on attribua de manière arbitraire la conception à Joseph Poelaert. Il fallut ensuite faire toute une série d’expropriations, ainsi quatre rues furent détruites.
Au XIXe siècle, toutes les architectures tirent leurs inspirations des modèles classiques et médiévaux. Ces différents styles sont parfois en confrontation ou cohabitent dans un même projet, ce qui donne naissance au style éclectique. Le palais de Justice fait partie de cette nouvelle architecture même s’il est évident que Joseph Poelaert s’est principalement inspiré du style gréco-romain. La subtilité se joue principalement au niveau des matériaux, l’architecte, qui travaille main dans la main avec l’ingénieur Wellens, opte pour une structure en pierre et en fer. Cela lui permet certaines prouesses structurelles comme pour son gigantesque portique de 17,5m d’ouverture. La coupole, qui repose sur une base carrée est également très impressionnante : sa conception est basée sur un principe de construction encore jamais vu, elle repose sur 24 points d’appui. Elle est entourée de quatre statues qui sont les allégories de la Force, de la Loi, de la Justice et de la Clémence. Elle fut brulée par les Allemands le 3 septembre 1944, quelques heures avant la libération de la ville et fut reconstruite par après. La façade, quant à elle, est composée de manière totalement symétrique avec deux pavillons d’angle et avec un rythme horizontal. Elle est caractérisée par un grand dynamisme avec des séquences des différents volumes.

### Maison Horta
- 1898-1901[28]

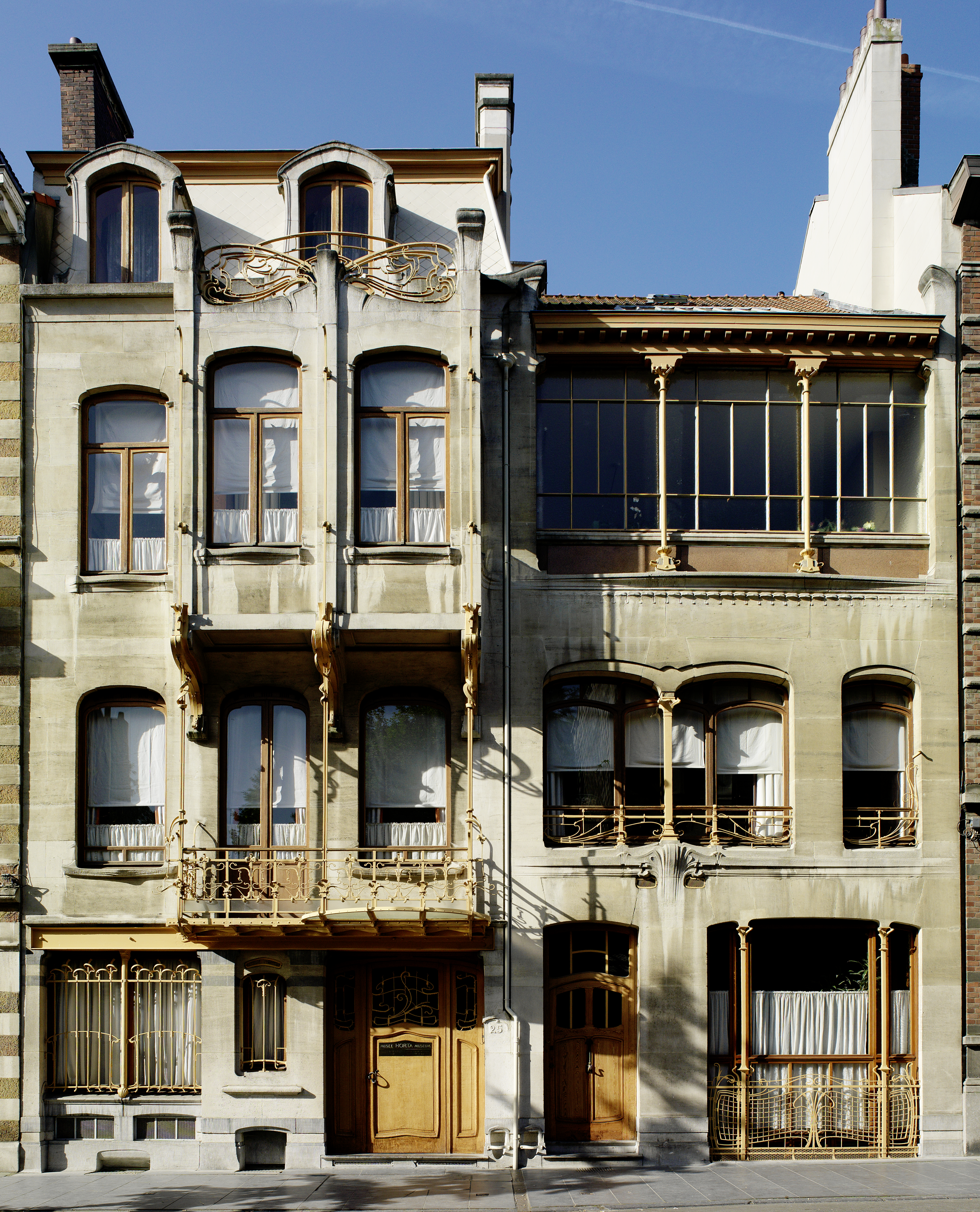
Maison Horta.

- Rue Américaine 23-25, 1060 Saint-Gilles
- Privé
- Résidence

La maison Horta, située aux numéros 23-25 de la rue Américaine à Saint-Gilles a été réalisée par l’architecte Victor Horta. Le bâtiment se compose de la maison personnelle de l’architecte, ainsi que de son atelier d’architecture et de sculpture. Les deux volumes, sur trois niveaux, sont indépendants, séparés par un mur, et communiquent seulement en de rares occasions. Le traitement de leurs façades en pierre blanche est, lui aussi, indépendant. Pour la façade de l’atelier, Horta réalise un équilibre harmonieux de percements de tailles variées, avec des fenêtres séparées par des colonnettes en fonte. Pour la façade de la maison, l’architecte amplifie sa verticalité par des baies en longueur et symétriques. Le dynamisme de la façade est alors assuré par les balcons en ferronnerie et une logette en pierre. Pour l’intérieur de la maison, Horta cherche à bousculer les codes de la maison bourgeoise traditionnelle. Il réinvente ainsi l’habituelle « cage d’escalier », espace latéral et résiduel, en créant une volée d’escalier de plan carré au cœur du projet, baignée de lumière zénithale grâce à une grande verrière en toiture. Les trois pièces en enfilade, typiques des maisons bruxelloises se distribuent ici sur plusieurs niveaux ce qui permet de dynamiser la communication entre elles. L’architecture de Horta se distingue ici par le concept d’œuvre d’art totale. Pour cela, la structure reste complètement apparente et participe à l’ornementation intérieure. Le mobilier, les installations techniques ou encore l’éclairage s’intègrent à l’ensemble de manière parfaitement harmonieuse par une continuité des lignes et une transition subtile des matériaux. Cela est rendu possible grâce à un savoir-faire artisanal de grande qualité, notamment pour les ferronneries dont les motifs à coup de fouet sont typiques du mouvement Art nouveau. Le bâtiment original a été plusieurs fois transformé. En 1906, Horta effectue une extension du rez-de-chaussée vers le jardin et en 1911, il ajoute une porte de garage en façade. Le bâtiment occupe, depuis 1969 la fonction de musée.

### Hôtel Hannon
- 1903[30]

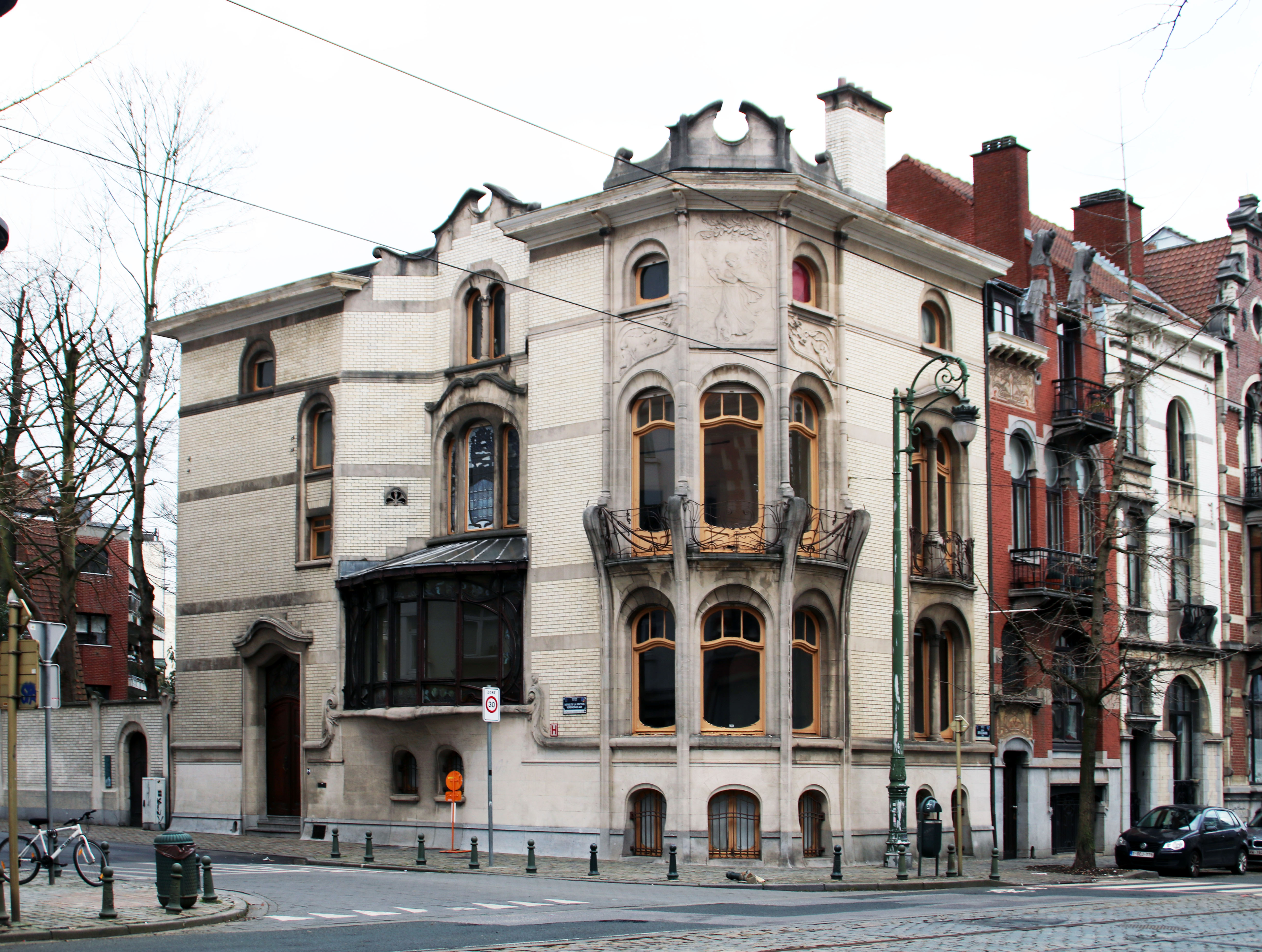
Hôtel Hannon

- Avenue de la Jonction 1, 1060 Saint Gilles
- Privé
- Résidence

L’hôtel Hannon est un hôtel de maître à l’angle de l’avenue Brugmann et l’avenue de la Jonction. Edouard Hannon était un ingénieur de la firme Solvay mais était également, à ses heures perdues, un artiste-peintre et critique d’art qui sa passionnait pour la photographie. Au début du XXe siècle il demanda à son ami d’enfance, l’architecte Jules Brunfaut, de lui dessiner une maison en s’inspirant des maisons Art nouveau des architectes en vogue à l’époque tels que Victor Horta, Henry Van de Velde et Octave van Rysselberghe. Cet hôtel fut la première et unique réalisation Art nouveau de Jules Brunfaut. Il va rompre avec le principe des trois pièces en enfilades très courant à Bruxelles. À la place de la pièce du milieu, qui souffrait de ne pas être assez illuminée, il crée un hall circulaire sur lequel s’ouvrent la salle à manger et le fumoir. Le sol est recouvert d’une magnifique mosaïque. L’architecte a fait appel à plusieurs artistes pour se charger de la décoration intérieure qui correspond plutôt à un style éclectique. Ainsi Paul-Albert Baudouin réalisera les fresques inspirées de Pompéi qui ornent la cage d’escalier et le fumoir. Raphaël Évaldre, un grand maître-verrier de l’époque, réalisera tous les vitraux de la maison, le mobilier, aujourd’hui en majorité perdu, sera conçu par Émile Gallé et Louis Majorelle, tous deux membres de l’École de Nancy. Le travail de la cage d’escalier en acajou et fer forgé sera commandé à Pierre Desmedt. La façade, très atypique, de la maison est constituée de briques blanches, de pierres d’Euville et de pierres bleues. Elle est totalement asymétrique avec un une façade plus courte d’une seule travée côté avenue Brugmann et une façade plus longue avec deux travées côté avenue de la Jonction ; celle-ci consiste en un jeu de volumes avec un oriel en saillie au premier étage et un fort retrait aux étages supérieurs. Les deux façades sont reliées entre elles par une triple travée d’angle qui arbore un balcon en fer forgé qui repose sur des cordons en pierres se finissant en volutes. Par-dessus figure un bas-relief représentant La fileuse de Victor Rousseau, elle représente une allégorie du temps.
La famille Hannon y habitera jusqu’à la mort de leur fille. La maison va ensuite être laissée à l’abandon et subira pas mal de dégâts c’est pourquoi elle sera protégée par la ville de Bruxelles à partir de 1976 et rénovée dans les années 80. Aujourd’hui l’hôtel particulier abrite le Musée Espace Photographie Contretype, en hommage à la passion de son défunt propriétaire.

### Église Saint-Job d'Uccle
- 1911[32]
- Place Saint-Job, Uccle
- Public
- Edifice religieux

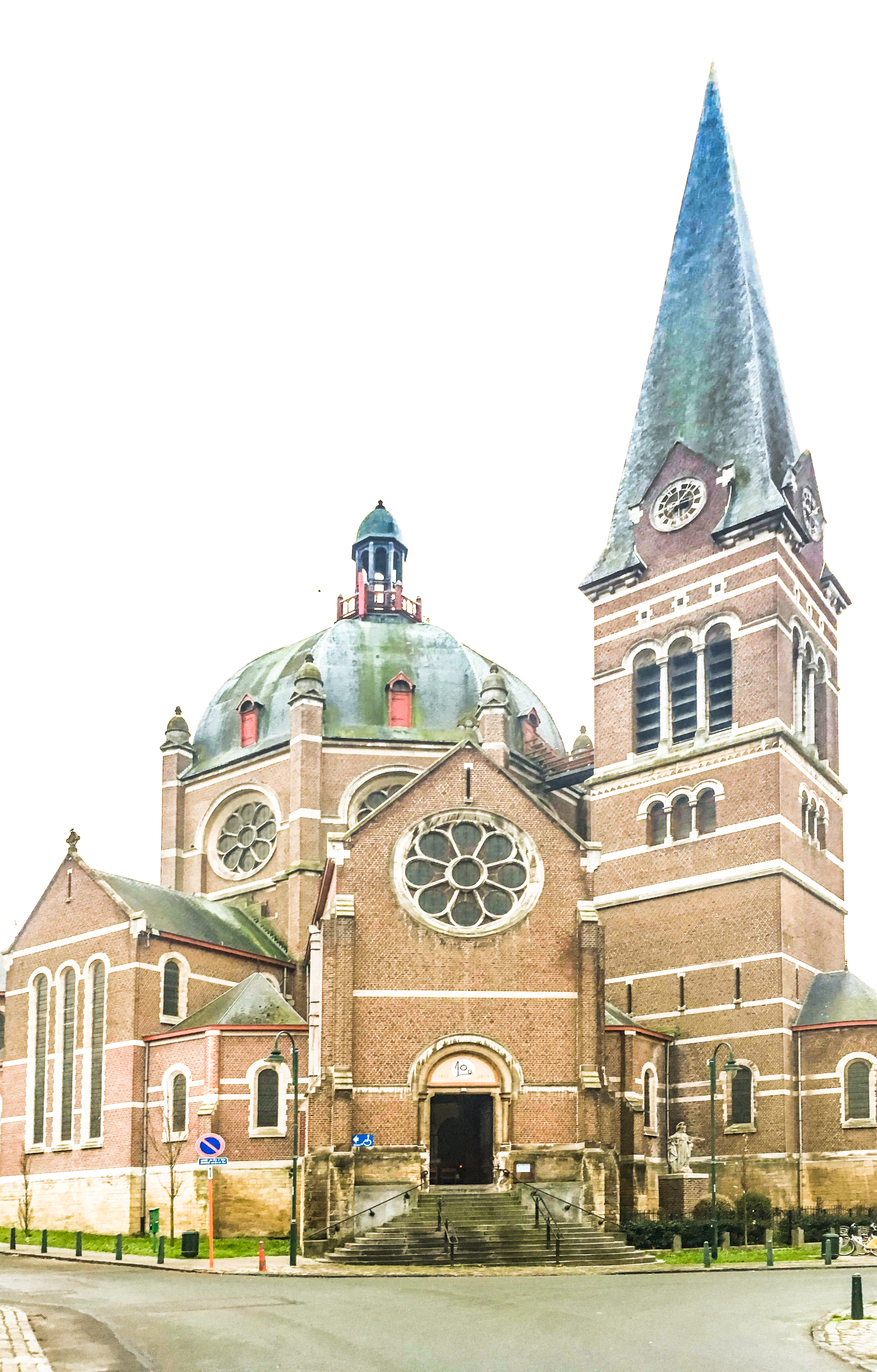
Église Saint-Job à Uccle.

Uccle, avant de devenir un faubourg de la ville de Bruxelles, n’était qu’un petit village qui se trouvait en dehors de l’enceinte méridionale. Les seigneurs de Carloo y résidaient dans leur château et possédaient une chapelle castrale qui fut construite en 1622 à l’emplacement même de l’actuelle église Saint-Job. Lors de la révolution brabançonne, autour de 1789, la chapelle sera détruite et ce n’est qu’en 1836 que sera construite sur son ancien emplacement la première église paroissiale d’Uccle.
Par après, lorsqu’Uccle sera officiellement déclarée comme faisant partie intégrante de la ville, la population va s’accroitre et nécessitera de nouvelles infrastructures permettant d’accueillir un plus grand nombre de personnes. L’église sera alors détruite et une nouvelle église plus adaptée verra le jour en 1911.
L’architecte chargé de la conception est Jules Bilmeyer. Il s’inspirera, comme beaucoup d’autres avant lui, du plan de la cathédrale d'Aix-la-Chapelle. On peut aujourd’hui encore y trouver des pierres tombales datant de l’époque des seigneurs de Carloo ainsi qu’une bourse et une chasuble portant les armes de van der Noot. Un tableau présent dans l’église et représentant saint Job raillé par sa femme serait une œuvre du peintre Gaspard de Crayer.
Aujourd’hui le quartier où se situe l’église ainsi que la place sur laquelle elle se trouve, ont pris son nom : le quartier Saint-Job et la place Saint-Job.